# لويد باتس
لويد باتس (بالإنجليزية: Lloyd Batts)‏ مواليد 9 مايو 1951 في شيكاغو، هو لاعب كرة سلة أمريكي معتزل. بدأ مسيرته الاحترافية في سنة 1974. تم اختياره من قبل فريق سكرامنتو كينغز خلال الدرافت. حمل الرقم 33. يبلغ طوله 6 قدم 4 بوصة (1.9 م). اعتزل اللعب في 1983. لعب مع يوفي كازيرتا باسكت وأسفيل باسكت.

## روابط خارجية
- لويد باتس على موقع سبورتس رفرنس (الإنجليزية)
- لويد باتس على موقع كلية كرة السلة في سبورتس رفرنس.كوم (الإنجليزية)
- لويد باتس على موقع ريلجم (الإنجليزية)
- لويد باتس على موقع بروبوليرز (الإنجليزية)